# Cartaletis melanopis
Cartaletis melanopis är en fjärilsart som beskrevs av Louis Beethoven Prout 1929. Cartaletis melanopis ingår i släktet Cartaletis och familjen mätare. Inga underarter finns listade i Catalogue of Life.